# Calle 2 (Metro de Filadelfia)
Calle 2  es una estación de ferrocarril en la línea Market–Frankford del Metro de Filadelfia. La estación se encuentra localizada en 2nd Street y Market Street en Filadelfia, Pensilvania. La estación Calle 2 fue inaugurada en 1908. La Autoridad de Transporte del Sureste de Pensilvania (por sus siglas en inglés SEPTA) es la encargada por el mantenimiento y administración de la estación.

## Descripción y servicios
La estación Calle 2 cuenta con 2 laterales y 2 vías.  La estación cuenta con el servicio de trenes locales, es decir que operan todos los días entre 8:30 a. m. y 3:45 p. m., todas las noches, fines de semana y días festivos.

## Conexiones
La estación es abastecida por las siguientes conexiones: 
- Rutas de autobuses SEPTA: ninguna